# (38364) 1999 RT157
1999 RT157 (asteroide 38364) é um asteroide da cintura principal. Possui uma excentricidade de 0.15980730 e uma inclinação de 6.26101º.
Este asteroide foi descoberto no dia 9 de setembro de 1999 por LINEAR em Socorro.